# Струве (лунный кратер)
Кратер Струве (лат. Struve) — большой древний ударный кратер в западной части Океана Бурь на видимой стороне Луны. Название присвоено в честь российских астрономов Отто Васильевича Струве (1819—1905), Отто Людвиговича Струве (1897—1963), Василия Яковлевича Струве (1793—1864) и утверждено Международным астрономическим союзом в 1964 г. (до этого кратер назывался Отто Струве). Образование кратера относится к донектарскому периоду.

## Описание кратера

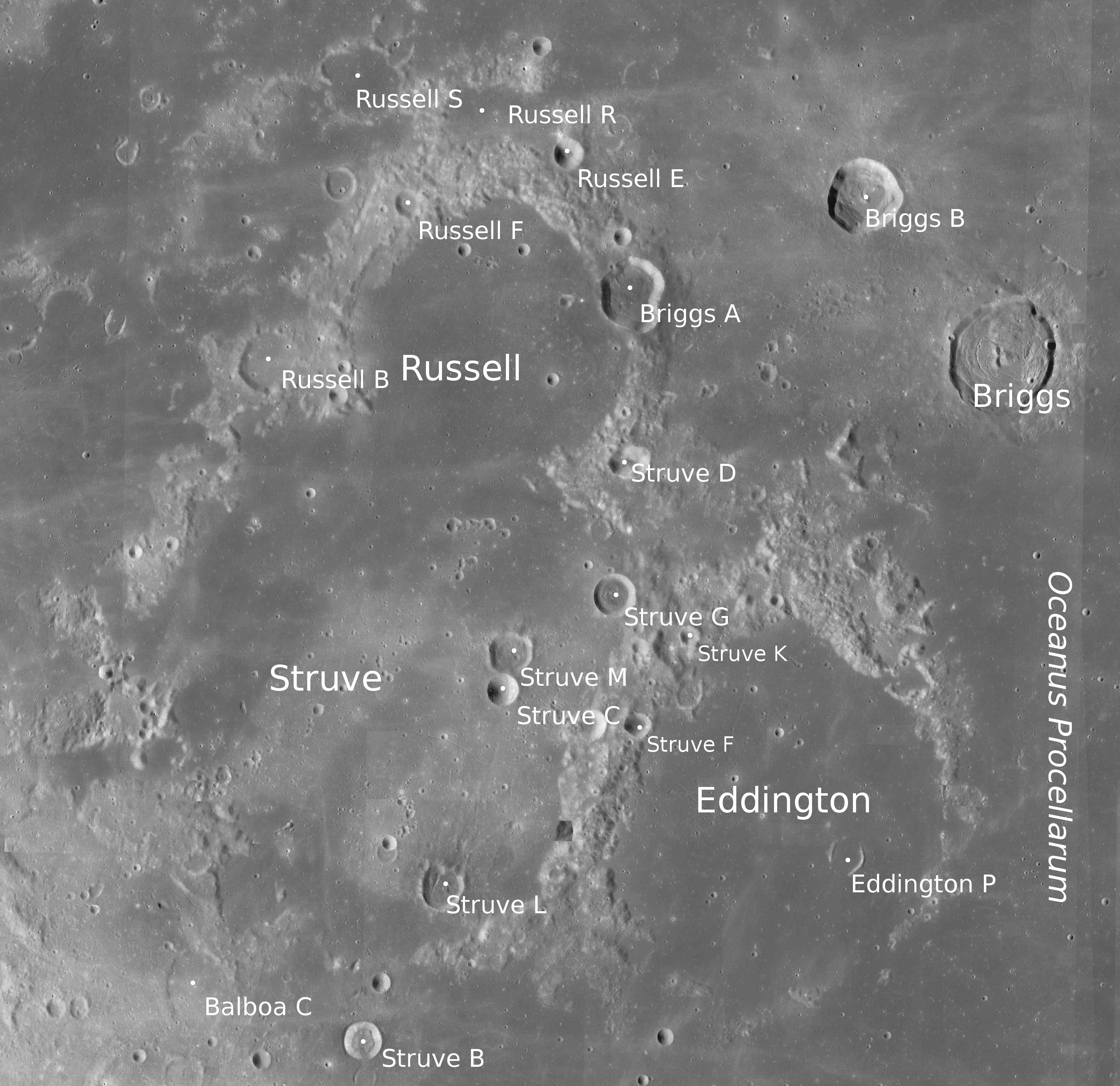
Окрестности кратера Струве. Снимок зонда Lunar Rec.

Ближайшими соседями кратера Струве являются кратер Расселл примыкающий к его северной части; кратер Эддингтон примыкающий к его восточной части; кратер Крафт на юге-юго-востоке и кратер Бальбоа на юго-западе. Селенографические координаты центра кратера 23°25′ с. ш. 76°39′ з. д. / 23,41° с. ш. 76,65° з. д., диаметр 164,3 км, глубина 2290 м.
Кратер Струве затоплен базальтовой лавой над поверхностью которой выступает лишь отдельные вершины вала, образуя полигональную цепь отдельных пиков и хребтов. В северной части вала имеется широкий разрыв, соединяющий чашу кратера с чашей кратера Рассел. Наиболее выделяется юго-восточная часть вала в месте примыкания кратера Эддингтон, эта часть вала отмечена несколькими небольшими кратерами. В чаше кратера Струве находятся несколько приметных кратеров – сдвоенная пара сателлитных кратеров Струве C и M в восточной части, Струве G в северо-восточной и Струве L в южной. У подножия юго-западной части внутреннего склона расположен концентрический кратер. В южной части через чашу кратера Струве проходят два широких светлых луча.
За счет своего расположения у северо-западного лимба Луны кратер при наблюдениях имеет искаженную форму, наблюдения зависят от либрации.

## Сателлитные кратеры

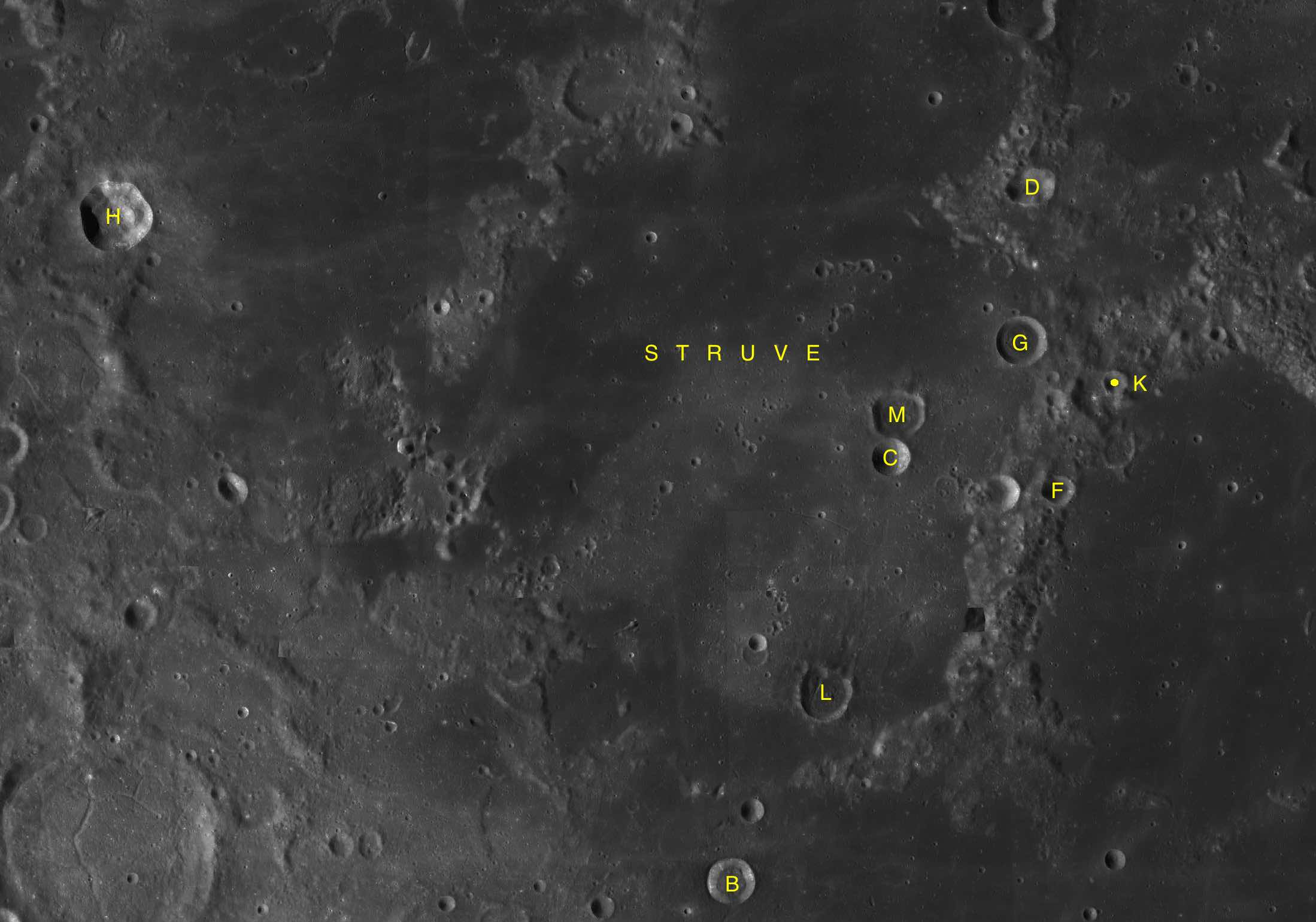
Фрагмент карты LAC-37.

| Струве | Координаты                                            | Диаметр, км |
| ------ | ----------------------------------------------------- | ----------- |
| B      | 18°59′ с. ш. 77°08′ з. д. / 18,98° с. ш. 77,14° з. д. | 13,4        |
| C      | 22°52′ с. ш. 75°24′ з. д. / 22,86° с. ш. 75,4° з. д.  | 11,0        |
| D      | 25°20′ с. ш. 73°46′ з. д. / 25,34° с. ш. 73,76° з. д. | 10,1        |
| F      | 22°29′ с. ш. 73°43′ з. д. / 22,48° с. ш. 73,71° з. д. | 8,3         |
| G      | 23°54′ с. ш. 74°00′ з. д. / 23,9° с. ш. 74° з. д.     | 14,3        |
| H      | 25°11′ с. ш. 83°22′ з. д. / 25,18° с. ш. 83,36° з. д. | 21,2        |
| K      | 23°28′ с. ш. 73°04′ з. д. / 23,46° с. ш. 73,07° з. д. | 6,5         |
| L      | 20°41′ с. ш. 76°09′ з. д. / 20,68° с. ш. 76,15° з. д. | 15,0        |
| M      | 23°17′ с. ш. 75°18′ з. д. / 23,28° с. ш. 75,3° з. д.  | 14,9        |

## См.также
- Список кратеров на Луне
- Лунный кратер
- Морфологический каталог кратеров Луны
- Планетная номенклатура
- Селенография
- Минералогия Луны
- Геология Луны
- Поздняя тяжёлая бомбардировка